# Vižinada

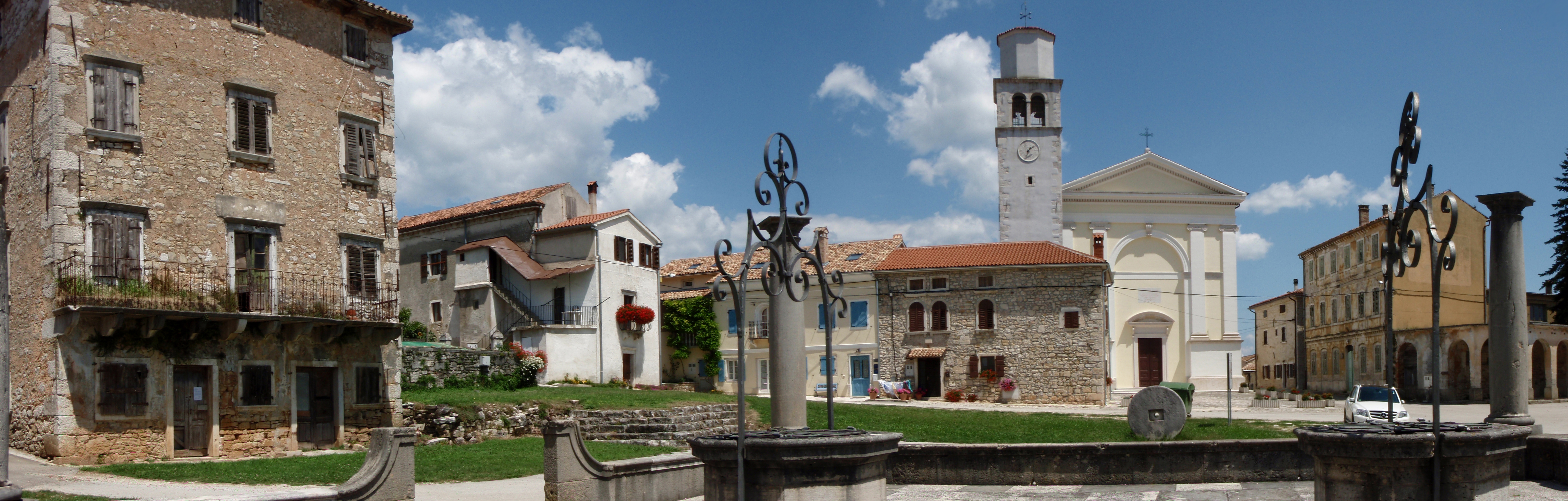
Panorama över Vižinada.

Vižinada (italienska Visinada) är en by och kommun i västra Kroatien. Vižinada har 1 158 invånare.